# Engytatus confusa
Engytatus confusa är en insektsart som först beskrevs av Perkins 1912.  Engytatus confusa ingår i släktet Engytatus och familjen ängsskinnbaggar. Inga underarter finns listade i Catalogue of Life.